# José Ramón Mélida
José Ramón Mélida y Alinari, né le 26 octobre 1856 à Madrid et mort 30 décembre 1933 dans la même ville, est un archéologue et écrivain espagnol.

## Biographie
Né dans une famille de la bourgeoisie madrilène, il fait des études d'archiviste à la Escuela Superior de Diplomatica. Stagiaire bénévole au Département de préhistoire et antiquité du Musée archéologique national (1876-1881), il publie des romans archéologiques.

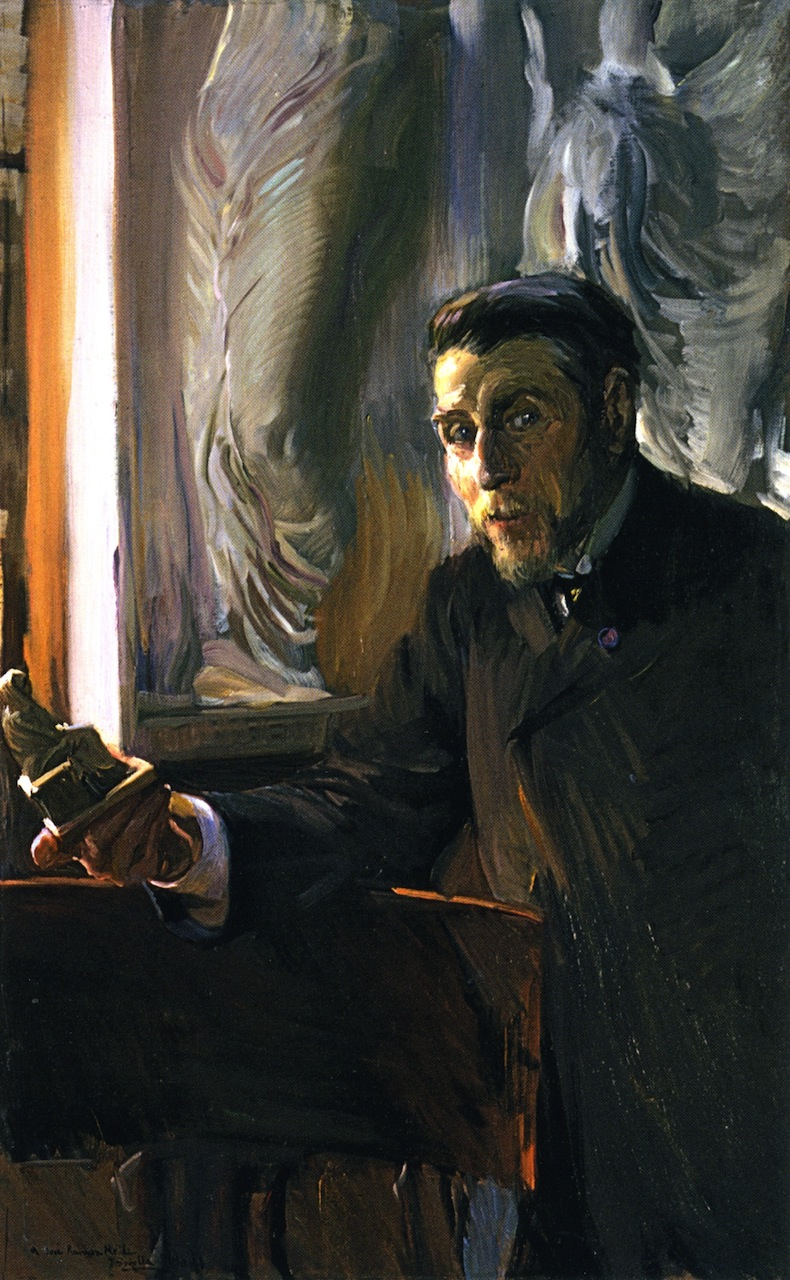
José Ramón Mélida y Alinari, 1904
Joaquín Sorolla
The Hispanic Society of America, New York

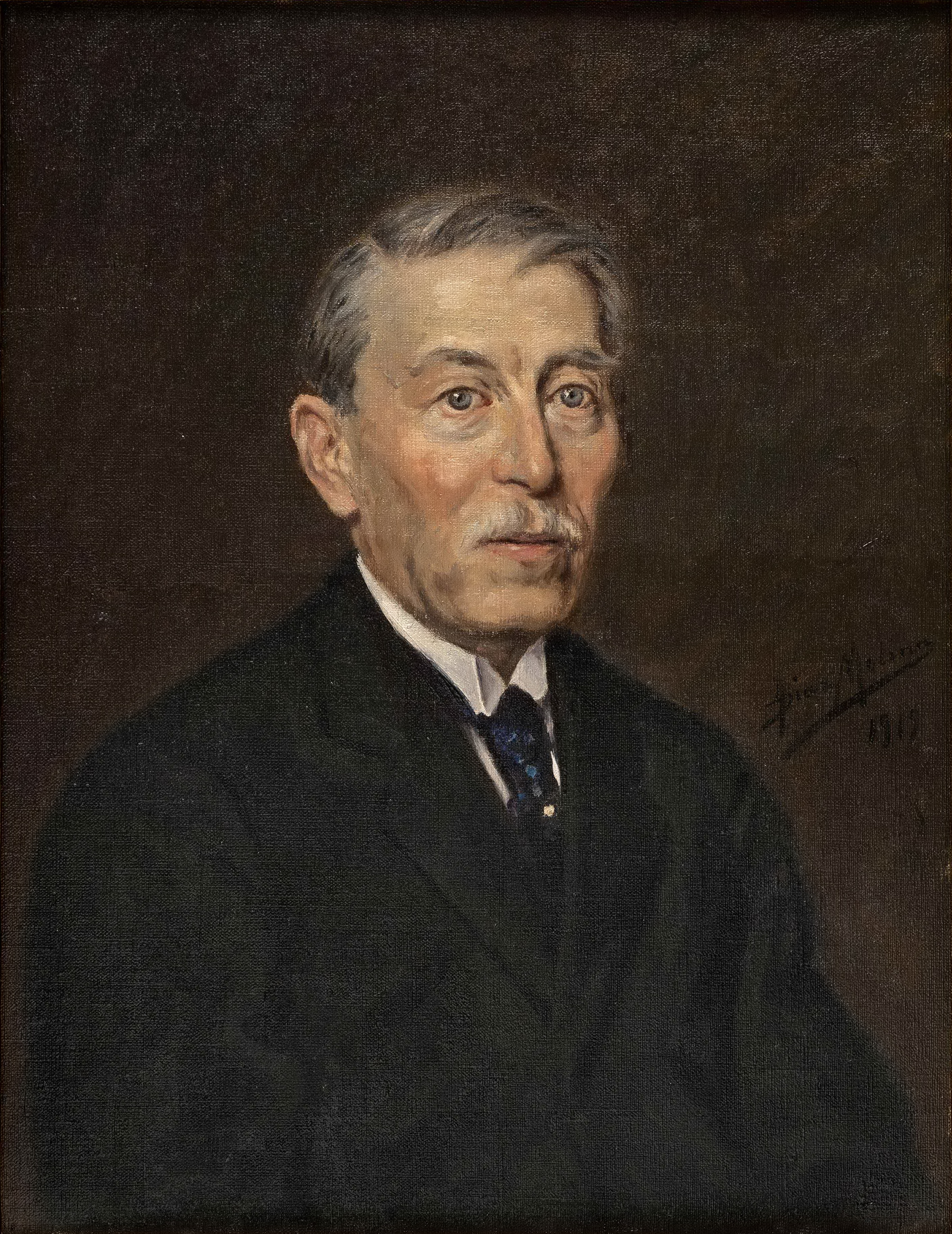

Devenu conservateur de département au musée (1884), il crée une salle d'antiquités ibériques puis, de 1901 à 1916, dirige le Musée des reproductions artistiques avant de revenir au Musée archéologique national comme directeur (1916-1930).
En parallèle, il occupe à partir de 1912, jusqu'en 1926, la chaire d'archéologie à l'Université centrale de Madrid. Directeur de nombreuses fouilles comme à Numance (1906-1923) ou Mérida (1910-1932), il est à l'origine de la fondation du Museo Numantino de Soria et découvre à Mérida le théâtre romain dont il établit le plan et fait commencer la reconstruction.
En 1909, il est le représentant officiel de l'Espagne au IIe congrès international d'archéologie du Caire et, en 1929, est le Président du IVe congrès international d'archéologie de Barcelone.
Membre de l'Academia de Bellas Artes de San Fernando (1899), il est élu en 1906 à la Real Academia de la Historia. Il est aussi membre correspondant de l'Académie des inscriptions et belles-lettres et de l'Institut archéologique allemand.

## Œuvre
- El Sortilegio de Karnak, avec I. Lopez, 1880
- Sobre los vasos griegos, etruscos e italo-griegos del Museo Arquelogico National, 1882
- Salomon, Rey de Israel. Leyenda biblica, 1884
- Sobre las esculturas de barro cocido griegas, etruscas y romanas del Museo Arqueologica National, 1884
- Historia del Arte Griego, 1897
- Historia del Arte Egipcio, 1899
- Viaje a Grecia y Turquia. Memoria oficial, 1899
- Escultura Hispano-cristiana de los primeros siglos de la Era, 1908
- El Arte antiguo y el Greco, 1915
- Provincia de Caceres, 3 vols., 1924
- Provincia de Badajoz, 3 vols., 1925-1926
- Monumentos romanos de Espana, 1925